# Террі Гарпер
Террі Гарпер (англ. Terry Harper, нар. 27 січня 1940, Реджайна) — колишній канадський хокеїст, що грав на позиції захисника.

## Ігрова кар'єра
Професійну хокейну кар'єру розпочав 1962 року.
Протягом професійної клубної ігрової кар'єри, що тривала 20 років, захищав кольори команд «Квебек Ейсес», «Монреаль Канадієнс», «Лос-Анджелес Кінгс», «Детройт Ред-Вінгс», «Сент-Луїс Блюз» та «Колорадо Рокіз».
Капітан «Лос-Анджелес Кінгс» 1973 — 1975.

## Тренерська робота
У сезоні 1980/81 працював асистентом головного тренера «Колорадо Рокіз».

## Нагороди та досягнення
- Володар Кубка Стенлі в складі «Монреаль Канадієнс» — 1965, 1966, 1968, 1969, 1971.
- Учасник матчу усіх зірок НХЛ — 1965, 1967, 1973.

## Статистика
| Регулярний сезон | Регулярний сезон | Регулярний сезон | Регулярний сезон | Регулярний сезон | Регулярний сезон | Плей-оф | Плей-оф | Плей-оф | Плей-оф | Плей-оф |
| І                | Г                | П                | О                | ШХ               | +/-              | І       | Г       | П       | О       | ШХ      |
| 1066             | 35               | 221              | 256              | 1362             | +24              | 112     | 4       | 13      | 17      | 140     |
| ---------------- | ---------------- | ---------------- | ---------------- | ---------------- | ---------------- | ------- | ------- | ------- | ------- | ------- |